# De Machy
Le sieur de Machy, ou Demachy, est un violiste et compositeur français, né à Abbeville, et dont on sait qu'il a vécu au moins jusqu'en 1692.

## Biographie
Après avoir été l'élève de Nicolas Hotman, il s'installe à Paris où il publie en 1685 un recueil de pièces de viole : Pièces de violle, en musique et en tablature, qui consistent, comme tous les recueils instrumentaux de l'époque, en suites de danses, suites pour moitié en tablatures et pour moitié en partitions.

## Source
New Grove Dictionary of Music and Musicians